# Romistika
Romistika (též ciganologie nebo romologie, anglicky Romani studies) je společensko-vědní obor, jehož tématem jsou Romové. K tématu přistupuje z hlediska různých metodologických disciplín (lingvistiky, etnologie a kulturní a sociální antropologie, historie, sociologie, demografie, politologie aj.) V obecném smyslu se jedná o studium jazyka, dějin a kultury Romů.

## Romistika v Česku

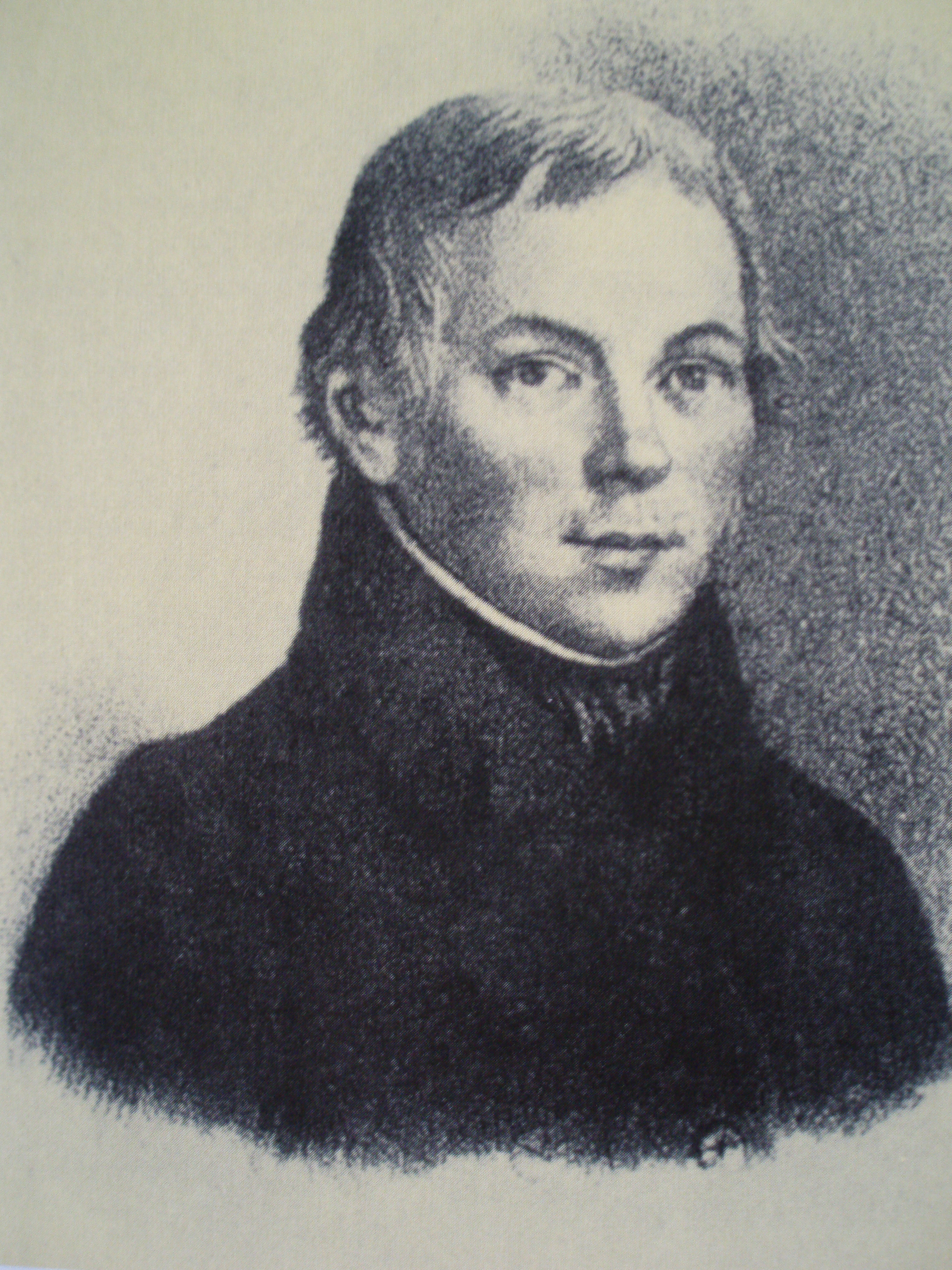
Antonín Jaroslav Puchmajer, básník a překladatel považovaný za prvního českého romistu

Prvním českým romistou byl na přelomu 18. a 19. století Antonín Jaroslav Puchmajer, básník a překladatel, který roku 1819 sepsal dílo Romáňi Čib, das ist Grammatik und Wörterbuch der Zigeuner Sprache, nebst einigen Fabeln in derselben. Dazu als Anhang die Hantýrka oder die Čechische Diebessprache, první dílo o romském jazyce na území Čech, sepsané v němčině. Obsahuje stručný nástin gramatiky a základní romsko-německý slovník. V příloze je krátký slovník českého zlodějského argotu zvaného hantýrka; záměrem Puchmajera bylo ukázat, že romština a hantýrka jsou dva nepříbuzné jazykové kódy (částí tehdejší české veřejnosti občas zaměňovány). Dílo vyšlo posmrtně v roce 1821.
Na jeho práci posléze navazoval v 80. letech 19. století Josef Ješina, farář v kostele svatého Martina ve Zlaté Olešnici v Jizerských Horách. Zabýval se studiem kultury kočovných Romů, jejich tradic a jazyka. Ve spolupráci s páterem Františkem Ulrichem pracoval na lingvistickém mapování romštiny. Rodilé mluvčí zval na olešnickou faru či je navštěvoval v jejich komunitách, projevoval aktivní zájem se romsky dorozumět. Byl autorem např. cvičebnice romštiny a česko-romského slovníku se sbírkou romských pohádek a bajek vydaného roku 1889. Téhož roku Ješina také zemřel.
Institucionální základy moderní české romistiky pak ve druhé polovině 20. století položila Milena Hübschmannová.
V Česku je romistika akreditována jako vysokoškolský obor na Filozofické fakultě UK v Praze, kde se pěstuje v rámci Ústavu etnologie a středoevropských a balkánských studií.

## Významní čeští romisté

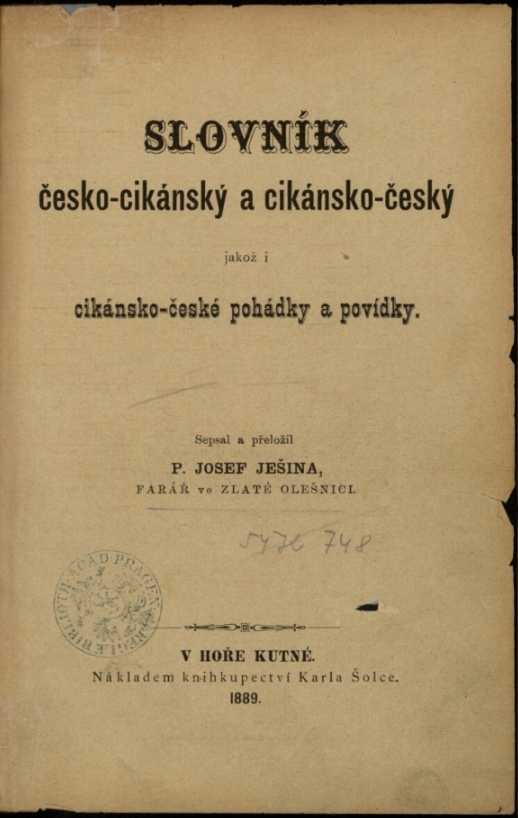
Slovník česko-cikánský a cikánsko-český jakož i cikánsko-české pohádky a povídky od Josefa Ješiny, Nakladatelství Karel Šolc, Kutná Hora, 1889

Zbyněk Andrš, Michael Beníšek, Jan Červenka, Eva Davidová, Viktor Elšík, Jiří Hanzal, Jana Horváthová, Milena Hübschmannová, Marek Jakoubek, Josef Ješina, Pavel Kubaník, Vincenc Lesný, Jiří Lípa, Ctibor Nečas, Nina Pavelčíková, Antonín Jaroslav Puchmajer, Helena Sadílková, Michal Schuster, Rudolf von Sowa, Vladimír Srb, Jaroslav Suchý, Hana Šebková, František Štampach, Lukáš Houdek

## Významní romisté ve světě
- Bulharsko: Elena Marušiáková, Vesselin Popov, Magdalena Slavkova
- Dánsko: Peter Bakker
- Itálie: Sergio Partisani, Leonardo Piasere, Andrea Scala, Luigi Senzera, Giulio Soravia
- Izrael: Valery Novoselsky
- Kanada: Ronald Lee
- Maďarsko: József Vekerdi
- Makedonie: Krume Kepeski
- Německo: Norbert Boretzky
- Polsko: Adam Bartosz, Jerzy Ficowski, Andrzej Mirga, Lech Mróz, Tadeusz Pobożniak
- Rakousko: Dieter W. Halwachs
- Rusko: Roman Stěpanovič Děmetěr, Naděžda Georgijevna Děmetěr, Inga Michajlovna Andronikova, Nikolaj Vladislavovič Bessonov, Viktor Vasiľjevič Šapoval, Lilit Michailovna Mazikina, Lev Nikolajevič Čerenkov, Marianna Vladimirovna Smirnova-Seslavinskaja, Georgij Nikolajevič Cvetkov
- Slovensko: Emília Horváthová, Juraj Ihnátko, Anna Jurová, Igor Kutlík-Garudo, Arne Mann, Ján Horecký, Anna Rácová
- Slovinsko: Fran Miklošič, Pavla Štrukelj
- Spojené království: Thomas Acton, Donald Kenrick, Yaron Matras, John Sampson, David Smith, Michael Stewart
- Spojené státy: Ian Hancock, Will Guy
- Ukrajina: Oleksandr Volodymyrovyč Bělikov, Natalja Aleksejevna Ziněvič, Aleksej Danilkin

## Vybraná literatura
- Cohn, Werner. Cikáni. Praha: Sociologické nakladatelství (SLON). 2009. 61 s. ISBN 978-80-7419-008-7.
- Hanzal, Jiří. Cikáni na Moravě v 15. až 18. století. Dějiny etnika na okraji společnosti, Praha: Nakladatelství Lidové noviny. 2004, 240 s. (Knižnice Dějin a současnosti ; 24). ISBN 80-7106-508-0
- Horváthová, Jana. Kapitoly z dějin Romů. Praha: NLN, Nakladatelství Lidové noviny. 2002. 86 s.
- Hübschmannová, Milena a kol. Romské hádanky. Praha: Fortuna. 2003. 143 s. ISBN 80-7168-842-8.
- Hübschmannová, Milena a kol. Romsko-český a česko-romský kapesní slovník. Praha: Fortuna. 1998. 651 s. ISBN 80-7168-619-0.
- Lípa, Jiří. Cikánština v jazykovém prostředí českém a slovenském: k otázkám starých a novějších složek v její gramatice a lexiku. Praha: Nakladatelství Československé akademie věd. 1965. 63 s.
- Machala, Ludvík. Slovníček cikánské hantýrky: česko-cikánský a cikánsko-český. Kroměříž: J. Gusek. 1933. 42 s.
- Mann, Arne B. Neznámi Rómovia: zo života a kultúry Cigánov-Rómov na Slovensku. Bratislava: Ister Science Press. 1992. 207 s. ISBN 80-900486-2-5.
- Šebková, Hana; Žlnayová, Edita. Romaňi Čhib. Učebnice slovenské romštiny. Praha: Fortuna. 2001. 269 s. (+ klíč 96 s.)
- Šuleř, Petr a kol. Romové: tradice a současnost. Brno: Svan. 1999. 90 s. ISBN 80-902476-1-X.
- Williams, Patrick. Gypsy world: the silence of the living and the voices of the dead. Chicago: University of Chicago Press. 2003. 104 s. ISBN 0-226-89929-2.